# Cleveland (Utah)
Cleveland – miasto w Stanach Zjednoczonych, w stanie Utah, w hrabstwie Emery.